# Цибулька, Исайяш
Исайяш Цибулька (чеш. Izaiáš Cibulka, также лат. Caepola; 1533, Быстршице, ныне район Ждяр-над-Сазавоу — 25 августа 1582, Кралице, ныне район Тршебич) — чешский священник общины чешско-моравских братьев.
Окончил монастырскую школу в Млада-Болеславе, затем изучал богословие в Виттенбергском университете. Был учеником Яна Благослава, считался большим специалистом по ивриту. С 1568 года был диаконом в Стражнице и с 1572 года — кнезом в Аустерлице. В 1573 году был назначен пастором в Кралице. В 1571—1573 годах он три раза по поручению Благослава ездил в Виттенберг для перевода на латинский язык и напечатания братского исповедания (Confessio fratrum). Всё дело, возникшее по этому поводу, описано им в обширной диссертации на латинском языке.
С 1577 года принимал участие в переводе и издании так называемой «Кралицкой Библии», основная работа над которой завершилась в 1578 году. В 1579—1581 годах эта Библия была выпущена в трёх книгах.